# Центральний економічний район (Україна)
Центральноукраїнський економічний район

## Розташування
Центральний економічний район займає центральне географічне положення в межах України, і є єдиним районом, котрий займає повністю внутрішнє положення в державі. Складається з двох адміністративних областей — Кропивницької та Черкаської. Площа району — 45,5 тис. км² (7,5 % площі держави), населення — 2,3 млн.чоловік (5 % населення України). За територіально-адміністративним устроєм в межах району налічується 40 районів, 30 міст, 50 смт та 1999 сільських населених пунктів.
В загальнодержавному поділі праці район виділяється на виробництві продукції сільськогосподарського машинобудування, електротехнічного, енергетичного, приладобудування, харчової промисловості, видобутку графіту, уранових руд, будівельної індустрії, хімічної промисловості.

## Склад території та економіко-географічне положення регіону
Район розташований в центральній частині нашої країни. Східною межею виступає р. Дніпро та Північно-Східний економічний район. На півночі район межує зі Столичним, на заході — з Подільським, на півдні — з Причорноморським та Придніпровським соціально-економічними районами. Практично це є єдиний район України, який немає виходу в будь-якій стороні до державного кордону України.
Саме центральність розташування району є основною позитивною рисою його економіко-географічного положення — регіон розташовується практично на однаковій відстані від усіх економічних районів, хоч визначальну роль на його розвиток мають столичний регіон разом з Києвом та Придніпровський соціально-економічний район.
Серед негативних сторін економіко-географічного положення виділяється відсутність можливості прямого виходу до державного кордону та опосередкованість виходу до морського узбережжя.

## Проблеми використання природних ресурсів
Рельєф території в основному височинний і хвилястий. Осадовий чохол потужністю від 1969 м залягає на денудованій поверхні фундаменту. На всій території в його будові беруть участь кайнозойські, лише на крайньому північному заході — мезозойські відклади. Палеогенова система представлена пісками, бурим вугіллям, глинами, мергелями, неогенова — піщано-глинистими відкладами. Повсюдно поширені неоген-нижньоантропогенові червонобурі відклади. Антропогенові відклади на плато представлені лісами, в річкових долинах — давнім і сучасним алювієм.
Кліматичні умови регіону сприятливі для розвитку сільського господарства.
Центральний економічний район розташований в межах недостатньо вологої, теплої та посушливої агро кліматичної зони. В цілому клімат території сприятливий для розвитку сільського господарства, зокрема для вирощування зернових — озимої пшениці, кукурудзи, з технічних — цукрових буряків, соняшнику.
Район характеризується одним з найкращих в Україні ґрунтовим покривом. В лісостеповій частині Кіровоградської області переважають чорноземи середньо- і малогумусні чорноземи опідзолені. Для степової частини характерні чорноземи середньо- і малогумусні. В Черкаській області переважають лісові, лучні ґрунти, а також типові малогумусні чорноземи. У долинах річок поширені чорноземно-лучні та лучно-болотні ґрунти. Еродованість земель становить 48 %.
Загалом у ґрунтовому покриві району до 80 % території зайнято родючими чорноземами, що є найпродуктивнішими для сільськогосподарських рослин. Цей чинник є одним із вирішальних у визначенні спеціалізації району.
Водними ресурсами район забезпечений недостатньо. По його території протікають річки Дніпро та Південний Буг з притоками. Тут також є Канівське, Кременчуцьке, Кам'янське водосховища. На території Українського кристалічного щита є родовища лікувальних родонових та інших мінеральних вод (Умань, Новоукраїнка, Знам'янка).
Район багатий на корисні копалини. Це пов'язано в значній мірі з розташуванням території в межах Українського кристалічного щита та особливостей геологічної будови. Розвідано понад 30 родовищ бурого вугілля Дніпровського буровугільного басейну. Значні промислові запаси мають і розробляють родовища біля м. Олександрії та Ватутіно. Активно розробляють також Тарнавське, Козацьке родовища. Але через незначну енергетичну цінність родовища розробляються лише для забезпечення власних, місцевих потреб.
горючих сланців, найбільше в Україні (Барвисте). В долині річки Ірдинь видобувають дерево.
Район має велике значення для розвитку атомної електро-станції (АЕС) країни у зв'язку з наявним тут покладами уранових та метанових руд (Херсонська область, м. Смоліне).
У східній частині району зосереджені поклади пластмасових кварцитів, у Побужжі — хромітів та нікелевих руд. Відкриті в останні десятиріччя золоторудні родовища (Клинці, Юріївське та ін.) — основа для створення у майбутньому золотовидобувної та золотопереробної галузі. За даними геологів існує ймовірність відкриття родовищ платини, алмазів, міді, хрому, вольфраму та рідкісних металів.
В районі розвідані значні запаси нерудних корисних копалин.
В районі поширені палигорськитові глини — універсальна мінеральна сировина.)
Вперше мінусові показники в народжуваності в були зафіксовані в районі ще в 1991 р. Основні причини загальновід 58,5 осіб/км². Традиційно нижчою є густота сільського населення — 24,7 % (на Кіровоградщині — 18,6 %). До найгустозаселеніших відносяться Христинівський, Звенигородський, Городищенський райони, де густота становить 83 особи/км². Найменш заселеною є центральна частина району — 35 осіб/км² .
У районі 64,7 % працездатного населення зайняте в економіці, що набагато вище від пересічно українського показника. Основна частина трудових ресурсів зайнята в галузях матеріального виробництва (75 %), з них 35 % — у промисловості, 12 % — у сільському господарстві, 14 % — у будівництві, 14 % — у транспорті та зв'язку. Рівень безробіття становить 11 %.
В національному складі переважують українці — 84,1 %. Проживають також росіяни (9,1 %), євреї (1,1 %), молдавани (1 %), поляки, серби та інші національності.

## Нерівномірність економічного розвитку Центрального району
Центральний економічний район характеризується своєрідною компонентно-функціональною структурою, яка сформувалась на основі власних природних ресурсів та вигідного економіко-географічного положення. Вони стали передумовою для розвитку хімічної індустрії, легкої, харчової галузей, машинобудування, чорної та кольорової металургії, будівельної індустрії. . У структурі валового випуску продукції на сільське господарство припадає 32,5 %, промисловість — 23,8 %, транспорт і зв'язок — 9,3 %, будівництво — 5,9 %, торгівля — 3,7 %, інші галузі виробництва — 1,9 % та невиробничу сферу — 22,8 %.
Ключова роль в господарстві району відводиться харчовій промисловості, спеціалізацію якої визначає сільськогосподарське виробництво, яке постачає сировину для випуску значного асортименту товарів. В 2001 р. на неї припадало 37 % виробництва валової продукції району і зайнято до 40 % промислового-виробничого персоналу регіону. З її підгалузей чи не найголовнішим є цукрова підгалузь.
Легка промисловість району дала в 2000 р. 3,3 % ВВП району. Основними підприємствами цієї галузі є Черкаський шовковий комбінат, Черкаська текстильна та Стеблівська прядильно-ткацька фабрика, швейні фабрики в Черкасах (ВАТ «Азас», фірма «Ковіс», МП «Україна»), Шполі, Корсунь-Шевченківському, Смілі, Золотоноші, Умані («Роксолана»), Гайвороні ("МП «Гайтекс»), Кропивницькому, Олександрії, Жашкові, Чигирині. Взуттєва промисловість представлена в Черкасах, Кропивницькому та Умані. Трикотажні вироби виготовляють в Черкасах.
До 18 % виробленої продукції в районі припадає на машинобудівний комплекс. Основні підгалузі — сільськогосподарське, транспортне машинобудування та верстатобудування, виробництво технологічного устаткування для харчової і комбікормової промисловості.
Чорна металургія представлена Криворізьким гірничо-збагачувальним комбінатом (м. Долинська), потужністю 26,0 млн т сирої залізної руди, близько 11 млн т рудних концентратів і 10,0 млн т окатишів на рік. Діє також ливарний завод в Кропивницькому.
Кольорова металургія представлена такими підприємствами: ВАТ «Чисті метали» і Світловодський комбінат твердих сплавів і тугоплавких металів, які випускають радіоактивні і важкі метали, вольфрамовий дріт, литво з кольорового металу.
Галуззю спеціалізації є хімічна промисловість в районі. Хімічна галузь — це чотири підприємства (ВАТ «Азот» та «Хімволокно», м. Черкаси, завод «Промінь», м. Світловодськ, завод «Прогрес», м. Кропивницький), продукція яких широко відома в Україні та за її межами: мінеральні добрива, хімічні волокна, лакофарбові матеріали, хімічні реактиви, розчинники, засоби для догляду за автомобілем, плівки полімерні, лікарські засоби.
Паливна промисловість. Область забезпечує 100 % державних обсягів видобутку бурого вугілля. Родовища бурого вугілля відносяться до Дніпровського буро-вугільного басейну. Родовища знаходяться в Олександрії, Балаховці, Петровому, Михайлівці, Байдурівці. Середнє річне видобування бурого вугілля брикетів на Дмитрівській і Байдаківській фабриках — близько 3,5 млн тонн.
На території області знаходяться невеликі родовища торфу, що розташовані в заболочених плавнях річок Мала Вись та Велика Вись, в долинах річок близько Новомиргорода, біля Онуфріївки.
Основою гідроенергетики є Канівська, Красноухівська, Новоархангельська, Гайворонська, Стеблівська, Корсунь-Шевченківська, Ватутінська ГЕС. Великими ТЕС є Кіровоградська, Олександрійська, Черкаська, Ватутінська, які працюють переважно на місцевому бурому вугіллі. Проводиться будівництво потужної Канівської гідроакумулюючої станції.
Промисловість будівельних матеріалів має широке представництво в районі. В Кіровоградській області каолін видобувається на родовищах вогнетривких глин, що розташовані поблизу с. Катеринівки. З облицювальних каменів використовуються граніти, серед яких виділяються три основних різновиди: — сировина рівномірнозерниста та порфіровидні граніти (Гайворонське, Кропивницьке, Аджамське, Суботинське родовища); — рожеві та рожево-сіріпорфіровидні граніти (Андріївське, Адабашське, Бобринецьке родовища); — червоні порфіровидні та трахітоїдні граніти (Горіхівське, Капустянське родовища).
Асфальтобетонні підприємства розташовані в Черкасах, Кропивницькому. Залізобетонні конструкції випускають в Знам'янці.
Сільське господарство. Виходячи з фізико-географічних умов розташування, район є значним сільськогосподарським районом України. У структурі виробленої продукції 33 % припадає на продукцію сільського господарства. На одного жителя району виробляється валової продукції сільського господарства в 1,5 рази більше, ніж у середньому в Україні. У галузевій структурі валової продукції сільського господарства провідне місце належить рослинництву, питома вага якого становить 71 %, тваринництва — 29 %.
Площа орних земель в районі становить 2683 тис. га. Ступінь розораності в районі є одним з найвищих в Україні і становить 76 % в північній, лісостеповій частині району і понад 70 % — в південній, степовій.
У тваринництві переважають скотарство та свинарство. Розвинене також птахівництво, незначною мірою — вівчарство. Птахофабрики розміщені у містах Ульяновка, Добровеличківка, Бобринець, Петрове.
В 2002 р. в регіоні налічувалось 3607 фермерських господарств, яким належало 353,2 тис. га сільськогосподарських угідь (12,5 % від фермерських землеволодінь в Україні).
Допоміжними галузями у тваринництві є бджільництво, ставкове рибальство, кролівництво та звірівництво (вирощування норок, чорно-бурих лисиць).
Загалом в межах Центрального соціально-економічного району виділяють три типи агропромислових комплексів: — лісостеповий АПК з м'ясо- і молокопромисловим, бурякоцукровий і зерно продуктовий з виробництвом плодоовочевої продукції; — степовий АПК з м'ясо- і молоко промисловим, зерно- і олійнопродуктовим та плодоовочеконсервним підкомплексами; — приміський овоче-молочно-м'ясопродуктовий АПК.
Транспортний комплекс. Центральність розташування території обумовлює розвиток транспортної системи території, хоч вона є менш розвинутою у порівнянні з сусідньою Столичною чи Придніпровською. Так, в територією району не проходить важливих залізничних колій, що мають міждержавне значення. Їх загальна протяжність становить 1,7 тис. км. Автомобільний транспорт відіграє ключову роль, але також дороги на 12 % не мають твердого покриття. Територією району проходять такі автомагістралі Санкт-Петербург — Одеса, Київ — Дніпро, Київ — Кишинів, Умань — Первомайськ.
Судноплавство на Дніпрі розвинуте слабо. Основні порти — Канів, Черкаси. Світловодськ
Територією району проходять траси газопроводів «Союз», Кременчук — Кропивницький, Кременчук — Кривий Ріг, нафтопроводу Кременчук — Кривий Ріг.
Функціонально-територіальна структура району базується на основі великих населених пунктів.
Черкаси (295 тис. осіб) — обласний і районний центр. Спеціалізацію сучасного промислового комплексу міста визначають хімічна, легка, машинобудівна і металообробна галузі. Традиційно розвиненою для Черкас є харчова промисловість.
Місто славиться потужними хімічними підприємствами: ВО «Азот», завод хімічних реактивів та побутової хімії «Аврора», черкаське ВО «Хімволокно». Серед підприємств легкої промисловості провідне місце займає шовковий комбінат.
Фабрично-заводська промисловість почала розвиватись вже з XVIII ст. Значного розмаху набула суконна промисловість. У першій половині XIX ст. Черкаси стали центром цукроваріння. З XIX ст. Активно розвивається винокурна, борошномельна, тютюнова промисловість. Розвитку промисловості сприяло будівництво залізниці, яка з'єднала місто з магістраллю Київ — Одеса. Черкаська пристань стала важливим перевалочним пунктом вантажів із річкового транспорту на залізничний і навпаки. Це сприяло розвитку лісопереробної промисловості.
Активно місто розвивається впродовж ХХ ст. В 50-х рр. Вже діяло до 40 підприємств, серед яких вирізнялись рафінадний та консервний заводи, тютюнова, макаронна фабрики, завод натурального канчука та завод хімічного волокна.
Спеціалізацію сучасного промислового комплексу міста визначають хімічна, харчова, легка, машинобудівна галузі.
За обсягом виробництва валової продукції хімічна промисловість займає перше місце. Вона представлена виробництвом мінеральних добрив, штучного волокна, хімічних реактивів, фарб. Великими підприємствами цієї галузі є ВАТ «Азот», Черкаське виробниче об'єднання «Хімволокно», завод хімічних реактивів та побутової хімії «Аврора».
Після тривалого спаду на ВАТ «Аврора» розпочалось нарощування виробництва. Було закуплено сучасне обладнання, що забезпечує якість продукції на рівні найкращих європейських зразків.
Черкаське ВАТ «Азот» створено на базі Черкаського хімічного комбінату, будівництво якого розпочалось в 1962 р. У складі об'єднання три виробничих комплекси з виробництва аміаку, мінеральних добрив, карбаміду, аміачної селітри та аміачної води. Загалом виробляється продукція 44 найменувань. Черкаське виробниче об'єднання «Хімволокно» спеціалізується на виробництві хімічних волокон: віскоза, текстильна нитка, целюлозна плівка, сульфат натрію тощо.
В цілому для підприємств хімічної промисловості притаманний низький рівень наукомістких технологій і виробництв, застаріле устаткування та висока залежність від імпортної сировини. Характерною для галузі в цілому є незахищеність від іноземної конкуренції. Для вирішення проблеми екологізації підприємств хімічної промисловості, розташованих в місті слід вирішувати проблему екологізації виробництва, зниження рівня спрацьованості фондів, впровадження досконалих технологій, оснащення підприємств ефективним очисними спорудами.
Машинобудування та металообробка міста характеризуються прогресивнішою структурою технологічного способу виробництва, і мають сталу тенденцію до зменшення своєї питомої ваги в економіці міста. Серед основних підприємств слід виділити завод спеціалізованого технологічного устаткування «Фотоприлад», завод телефонної апаратури, НВО «Ротор».
На базі місцевої сировини працює промисловість будівельних матеріалів. Вона представлена такими підприємствами: ВАТ «Черкасзалізобетон», домобудівний комбінат, завод стінових матеріалів, асфальтобетонний завод, завод керамзитового гравію.
Деревообробна промисловість в Черкасах представлена ВАТ «Черкасмеблі».
Серед підприємств легкої промисловості вирізняється Черкаський шовковий комбінат; у місті працюють також трикотажна, швейна, валяльно-повстяна фабрики, завод гігроскопічної вати.
Черкаський шовковий комбінат є провідним підприємством текстильної промисловості, яка діє з 1965 р. основна продукція комбінату — шовкові тканини, випуск яких проводиться на верстатах вітчизняного виробництва.
Важливу роль відіграє також харчова промисловість. Галузь представлена такими підприємствами: Черкаський консервний завод, цукрорафінадним, молочним, м'ясним заводами, пивоварним, хлібним комбінатами, макаронною та тютюновою фабриками.
Найстарішим підприємством галузі є Черкаський консервний комбінат, що діє з 30-х рр. ХХ ст., і спеціалізується на виробництві овочевих, томатних, м'ясних консервів (55 найменувань продукції).
У цілому харчова промисловість міста задовольняє власні потреби, але необхідним залишається підвищення якості продукції шляхом впровадження нових технологій.
Структурні зрушення в усіх галузях промисловості міста мають бути спрямовані на посилений розвиток харчової та легкої промисловості, а також машинобудівних галузей, докорінну реконструкцію, технічне переоснащення і створення нових потужностей для переробки сільськогосподарської сировини, переозброєння підприємств хімічної промисловості, розв'язання економічних та екологічних проблем.
В місті з 1960 р. діє Черкаський річковий порт, до складу якого входять 11 пристаней, пасажирські, буксирні, рейдо-маневровочні та службові судна. Порт оснащений портальними козловими, плаваючими кранами, авто- й електронавантажувачами. Порт розрахований на відгрузку сипучих тарно-штучних вантажів, контейнерів, устаткування, лісу, мінеральних добрив.
За роки незалежності України в місті сформувався новий сектор економіки — середній та малий бізнес, який в певній мірі дозволяє забезпечити додаткові робочі місця та зняти соціальну напруженість. Частка таких підприємств зросла до 22 % (2000 р.). серед найкрупніших проектів, які вже реалізовано слід назвати Черкаську тютюнову фабрику, яке сьогодні входить в трійку найпотужніших в місті. За схожою схемою було запущено Черкаський завод шампанських вин.
Гострою залишається екологічна проблема. В повітрі міста Черкас в 1999 р. були виявлені максимальні концентрації: по аміаку — 4,3 ГДК, сірковуглецю — 2,1 ГДК, діоксиду азоту — 3,4 ГДК, етилбензолу — 3 ГДК, пилу — 1,4 ГДК, формальдегіду — 2,5 ГДК, оксиду вуглецю — 2 ГДК. Основними джерелами забруднення повітря міста Черкаси є ВАТ «Азот», ВАТ «Хімволокно», ТЕЦ, автотранспорт. Із проб атмосферного повітря, відібраних під факелом промислових підприємств, перевищення ГДК встановлено в 12,7 % проб.
Кропивницький — обласний центр. Населення — 253 тис. осіб. Провідна галузь промисловості міста — машинобудування і металообробка. Підприємства галузі випускають сільськогосподарські машини, друкарські машини «Ятрань». У Кропивницькому працюють завод «Гідросила», Радіо виробів, Ливарний тощо. Розвинута харчова промисловість (м'ясо-, хлібо-, птахокомбінати, олійноекстраційний завод). Серед підприємств легкої промисловості виділяються швейна, взуттєва, панчішна фабрики.
Олександрія (93 тис. осіб) — Тут знаходяться заводи підйомно-транспортного устаткування (випускає електричні мостові крани), ливарний завод. Також завод компанії Оболонь, з виробництва ПЕТ — пляшок. В радянські часи — центр буровугільної галузі, де видобували його на 4 вугільних розрізах та безлічі шахт.

## Пріоритети розвитку економічного району

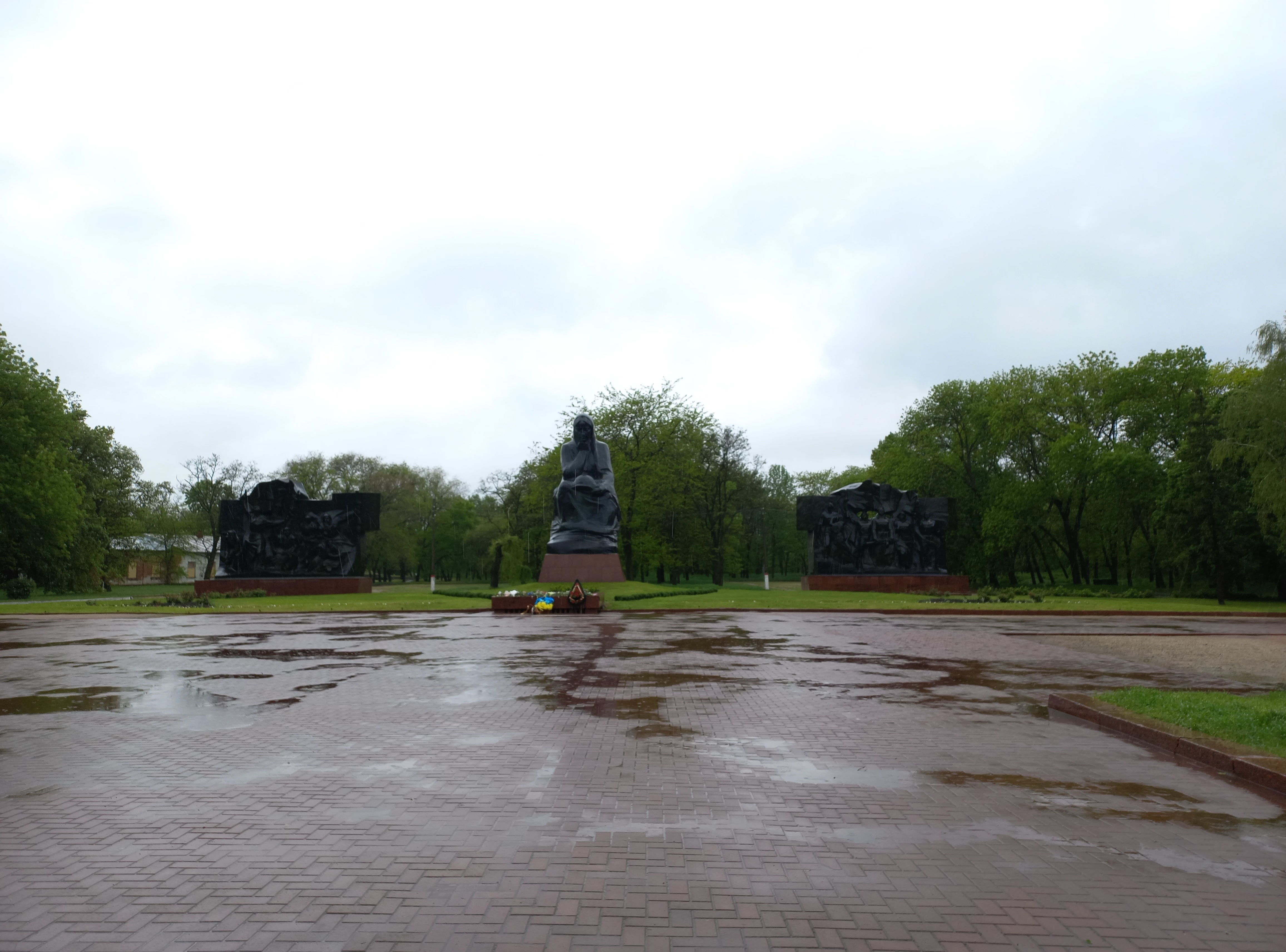
Фортеця Святої Єлисавети, Кропивницький, головна пам'ятка Кіровоградської області

В цілому рівень розвитку регіону недостатній. Характерно, що саме цей район «розтягується» між двома більш економічно потужними соціально-економічними районами — Придніпровським та Столичним, що безумовно, негативно позначається на господарському розвитку району.
Основні напрямки політики обласних, районних адміністрацій, виконкомів міських рад визначаються соціально-економічною ситуацією, що склалася у Кіровоградській та Черкаській областях, що входять до складу Центрального соціально-економічного району.
На сьогодні розвиток населених пунктів цих областей характеризується значними розбіжностями в рівнях їх соціально-економічного розвитку. Спостерігається концентрація населення і виробництва у великих містах, уповільнений розвиток більшості середніх та малих міст, селищ і сіл. Це привело до погіршення демографічної ситуації, стану зайнятості, зниження якості життя населення, певною мірою зумовило занепад сільської місцевості, посилило процес депопуляції населення, чисельність якого, починаючи з 1991 року, постійно скорочується.
Погіршується стан житлово-комунального господарства, санітарно-гігієнічна та епідеміологічна ситуація, особливо у великих містах.
Значна частина інженерних мереж і комунікацій перебуває в незадовільному стані. Ситуація ускладнюється ще й тим, що всі види планово-запобіжного ремонту через відсутність коштів виконуються несвоєчасно і в недостатньому обсязі.
Розвиток населених пунктів стримується також певними негативними тенденціями розвитку економіки регіону. Зокрема, протягом 2000 р. допущено спад обсягів виробництва продукції на підприємствах харчової, паливної промисловості, промисловості будівельних матеріалів у Драбівському, Корсунь-Шевченківському, Лисянському, Тальнівському, Смілянському районах Черкащини.
Не в повному обсязі вирішено соціальні проблеми. Це стосується, перш за все, погашення заборгованості з виплати заробітної плати та поліпшення ситуації на ринку праці.
Складною залишається ситуація і на фіксованому ринку праці. Протягом цього року в центрах зайнятості перебувало на обліку 86,3 тис. незайнятих громадян, що на 13,4 % більше, ніж за цей період минулого року. Збільшення чисельності безробітних відбулося у всіх районах та містах області, за винятком Христинівського, Жашківського і Черкаського районів.
Спостерігається знижений попит населення на товари. У 2000 році на одного жителя області через усі канали обертання реалізовано споживчих товарі на 732 грн., за умови, що вартість набору життєво необхідних продуктів харчування на одного жителя в місяць становить близько 150 грн. Визначальний вплив на розвиток економіки регіону у найближчі роки буде мати обсяг залучених інвестицій. Вони забезпечать можливість збільшити купівельну спроможність населення за допомогою створення нових та відновлення роботи діючих підприємств, збільшення обсягів виробництва конкурентноспроможної продукції, розширення її внутрішніх і зовнішніх ринків збуту.
Втілення стратегічних напрямків регіональної політики, її заходів щодо вирішення проблем розвитку Центрального соціально-економічного району, його населених пунктів пропонується за допомогою інвестиційної програми підприємництва в регіоні.
З екологічних проблем найважливішими є захист земельних угідь, рекультивація земель у гірничовидобувній галузі, раціональне використання води, зменшення забруднення у місцях зосередження особливо шкідливих підприємств гірничодобувної, металургійної, хімічної прмисовості.
У регіоні склався підвищений рівень забруднення радіонуклідами у районах Канева, Лисянки, Звенигородки. Екологічно небезпечним є також район видобутку уранових руд (Смолине) через відставання вітчизняних технологій видобутку порівняно із світовими. Важливою є проблема забруднення води малих річок, повітря у великих промислових центрах.
У районі швидкими темпами розвивається ерозія земель. На придолинних і прибалкових ділянках межиріч розвиваються лінійний розмив і площинний змив, інтенсивність яких зростає із заходу на схід, особливо у прилеглій до Дніпра смузі (тут еродованість ґрунтів перевищує 50 %). Ерозія часто поєднується з обвалами та зсувами. У береговій зоні водосховищ і ставків розвивається інтенсивна абразія. На вододільних плато та лесових терасах Лівобережжя поширена суфозія. Заплави річок місцями заболочені, тут також спостерігається засолення ґрунтів. З метою захисту ґрунтів у 1990 р. на 198,6 тис. га було створено яружно-балкові насадження та лісонасадження уздовж річок, ставків, водойм, затерасовано понад 1 тис. га схилів. Діють 125 очисних споруд добовою потужністю 481 тис.м³. Збудовано 58 протиерозійних ставків, 397 км водорегулюючих валів.
В загальнодержавному поділі праці Центральний економічний район виділяється на виробництві продукції сільськогосподарського машинобудування, електротехнічного, енергетичного, приладобудування, харчової промисловості, видобутку графіту, уранових руд, будівельної індустрії, хімічної промисловості. Саме центральність розташування району є основною позитивною рисою його економіко-географічного положення.
Кліматичні умови регіону сприятливі для розвитку сільського господарства. Район характеризується одним з найкращих в Україні ґрунтовим покривом. Цей чинник є одним із вирішальних у визначенні спеціалізації району. В структурі виробленої продукції 33 % припадає на продукцію сільського господарства. У тваринництві переважають скотарство та свинарство. Розвинене також птахівництво, незначною мірою — вівчарство.
Район багатий на корисні копалини, має велике значення для розвитку атомної енергетики країни у зв'язку з наявним тут покладами уранових руд. Тут також розташоване одне з найбільших у світі родовищ графіту.
Центральний економічний район характеризується своєрідною компонентно-функціональною структурою, яка сформувалась на основі власних природних ресурсів та вигідного економіко-географічного положення. Ключова роль в господарстві району відводиться харчовій промисловості. хоча добре розвинуті такі галузі, як легка промисловість, машинобудівний комплекс — сільськогосподарське, транспортне машинобудування та верстатобудування, виробництво технологічного устаткування для харчової і комбікормової промисловості. Галуззю спеціалізації є хімічна промисловість в районі, так само, як промисловість будівельних матеріалів.
Центральність розташування території обумовлює розвиток транспортної системи району.
Регіон має добрі економічні зв'язки з областями України, країнами СНД та далекого зарубіжжя. Вивозить сільгоспмашини, устаткування для харчової промисловості, верстати, помпи, друкарські машини «Ятрань», телевізори і радіоапаратуру, азотні добрива, чистий графіт, чисті метали, граніт, меблі, торфобуровугільні брикети, гірський віск, цукор, олію, м'ясо, масло. Ввозить ліс, міндобрива, метал, машини, нафту, бавовну та іншу промислову продукцію.
Основна проблема регіону — недостатній рівень розвитку промисловості, обмеженість потужностей електроенергетики. Частково цю проблему може вирішити впровадження в дію Чигиринської ТЕС та Канівської ГЛЕС. Добрі передумови промислового розвитку мають Канів, Черкаси, Золотоноша, Чигирин, Світловодськ, Кропивницький, Олександрія, Гайворон, Сміла, Корсунь-Шевченківський, Тальне та інші поселення. Є всі умови для розвитку харчової промисловості.
До екологічних проблем слід віднести підвищений рівень забруднення радіонуклідами районів Канева, Лисянки, Звенигородки; забруднення води малих річок у межах Українського кристалічного щита, підвищені темпи ерозії чорноземних фунтів, забруднення атмосфери міст Черкас і Кропивницького.